# Plymouth
Plymouth je grad u Ujedinjenom Kraljevstvu u Engleskoj. Prema procjeni iz 2007. u gradu je živjelo 264 695 stanovnika. Nalazi se u jednoj od najvećih prirodnih luka. Grad ima bogatu pomorsku prošlost i predstavljao je jednu od dvije najznačajnije pomorske baze Ujedinjenog Kraljevstva. Centar grada, luka i pristanište uništeni su prilikom bombardiranja 1941. Ponovo je obnovljen i ima jednu od najvećih pomorskih baza u Zapadnoj Europi.

## Povijest
Najranije poznato naselje datira iz 1000. pr. Kr., kada se tu nalazila mala luka. Smatra se da se tu dovozio kositar , koji se trgovao s Feničanima. U doba Rimskog Carstva luka je služila za trgovinu kositrom i stokom. Kasnije se tu izgradio ribarski grad Sutton. Oko 1086. godine, Sutton je pripadao kralju Henryju I. Kralj je predao imanje obitelji Valetor, koja je vladala iz obližnjeg zamka Trematon. Oni su dio imanja darovali augustincima u Plimptonu, koji je bio starije i veće naselje od Plymoutha.
Dio grada u vlasništvu reda dobio je 1254. povelju, a cijeli grad s okolinom dobio je gradsku neovisnost 1439. i Plymouth je bio prvi grad, koji je bio na popisu engleskog parlamenta. Ime grada Suttona se mijenjalo i postajalo je Plymouth.
Francuzi su tijekom Stogodišnjeg rata 1403. nakratko zauzeli i spalili Plymouth. Grad je često bio meta neprijatelja preko kanala. Plymouth je imao dvorac i barikade na obali mora, ali sve to je bilo uništeno ili ponovo građeno u doba Stewarta ili Tudora.
U 16. stoljeću Plymouth je bio matična luka za mnoge pomorske trgovce, uključujući Williama Hawkinsa i njegovog sina Johna Hawkinsa, koji su se protivili i nisu obazirali na sporazum iz Tordesillasa. John Hawkins je uz podršku kraljice Elizabete I. prvi krenuo u trgovinu robljem. Otimao je stotine muškaraca i žena u Sijera Leoneu i drugim dijelovima zapadne Afrike i prodavao ih u španjolskim kolonijama u Americi. Engleski moreplovac i gusar Francis Drake uplovio je u luku Plymouth na završetku svog putovanja oko svijeta, koje je trajalo 33 mjeseca. Drake je bio prvi Englez koji je oplovio Zemlju.
Katarina Aragonska je stigla u Englesku 1501. preko Plimuta. Pocahontas je stigla 1616. Brod Mayflower je 1620. krenuo u Ameriku, njegovi putnici osnovat će prvu stalnu američku koloniju. Napoleon Bonaparte je 1815. dovezen u Plymouth prije prebacivanja na Svetu Helenu.
Za vrijeme Engleskog građanskog rata Plymouth se borio na strani parlamenta protiv Karla I. Grad se držao pune četiri godine prije nego što se predao Rojalistima. Postoje brojne tvrđave iz toga razdoblja, čiji ostaci se još mogu vidjeti. Nakon obnove monarhije započela je 1665. izgradnja velike kraljevske citadele. Topovi su bili okrenuti i prema moru i prema gradu.
Plymouth je bio jedna od glavnih engleskih pomorskih baza. Za vrijeme Drugog svjetskog rata grad je teško bombardiran zbog luke i pristaništa. Ubijeno je 1172 ljudi i ranjeno 3269 ljudi. Na početku rata grad je imao 220.000 ljudi. Uništeno je 3754 kuća. Bio je jedno od glavnih mjesta odakle se krenulo u bitku za Normandiju 1944.

## Stanovništvo
- 1981. – 238.583[3]
- 1991. – 245.295[3]
- 2001. – 243.795[3]
- 2008. – 248.402[3]
- 2021. – 264 695[2]